# Наверное, Рики сошли с ума
«Наверное, Рики сошли с ума» (англ. The Ricks Must Be Crazy) — шестой эпизод второго сезона американского мультсериала «Рик и Морти». Сценарий к эпизоду написал Дэн Гутерман, а режиссёром выступил Доминик Полчино.
Название эпизода отсылает к фильму «Наверное, боги сошли с ума» (1980).
Премьера эпизода состоялась 30 августа 2015 года в блоке Adult Swim на Cartoon Network. Эпизод посмотрели около 1,9 миллиона зрителей во время выхода в эфир.

## Сюжет
Во время путешествия в другое измерение Рик, Морти и Саммер обнаруживают, что автомобильный аккумулятор Рика неисправен. Рик берёт Морти внутрь аккумулятора, чтобы починить его, и оставляет Саммер ждать в машине, давая ей указание: «Охранять Саммер». Морти обнаруживает, что автомобильный аккумулятор на самом деле является «микровселенной», содержащей целую вселенную, обеспечивающую питание автомобиля. Рик дал разумным существам технологию «губл коробки» для вырабатывания электроэнергии, но без их ведома он забирает большую часть вырабатываемой энергии. Это заставляет Морти сомневаться в этичности Рика.
Рик и Морти обнаруживают, что учёный и житель микровселенной по имени Зип Ксанфлорп создал свою собственную «мини-вселенную», которая делает губл коробки устаревшими. Рик, Морти и Зип входят в мини-вселенную и обнаруживают, что Кайл, учёный, живущий в аккумуляторе Зипа, также работает над своей собственной «кроха-вселенной», в которую входят Морти и трое учёных. Как только Зип и Кайл обнаруживают, что они рабы, рождённые для вырабатывания электричества, Зип в ярости нападает на Рика. Во время борьбы Кайл совершает самоубийство на своём корабле, оставив Рика, Морти и Зипа в кроха-вселенной.
Несколько месяцев спустя (в кроха-вселенной) Морти заставляет Рика и Зипа отложить в сторону свои разногласия и создать способ вернуться в мир Зипа. Однако, когда они возвращаются, Зип пытается убить Рика и Морти, но Рик уничтожает мини-вселенную Зипа, и после драки Рик в конечном итоге побеждает его. Рик и Морти благополучно возвращаются в свою вселенную, в то время как Зип понимает, что он должен прекратить свои эксперименты с технологией мини-вселенной и вернуться к губл коробкам, иначе Рик выбросит аккумулятор и разрушит его мир.
Между тем, машина Рика, использует экстремальную оборонительную тактику, в том числе разрезание человека, паралич и психологическую пытку, чтобы уберечь Саммер от различных нападавших. В то время как испуганная Саммер пытается остановить машину, чтобы никому не причинить вреда, между припаркованной машиной и полицией с военными происходит противостояние. По требованию Саммер автомобиль избегает физического и психологического насилия и вместо этого избегает ситуации, создав мирный договор между двумя враждующими фракциями планеты, людьми и телепатическими гигантскими пауками, в обмен на безопасность. Выбравшись из аккумулятора Рик и Морти, вместе с Саммер идут в магазин мороженого на той же планете. Рик жалуется, что в его мороженом полно мух, на что официантка отвечает, что в результате договора мороженое теперь для всех, вне зависимости от количества ног. Рик обвиняет Саммер и ругает её за испорченное мороженое.
В сцене после титров, в школе, Морти внезапно превращается в машину.

## Отзывы
Джо Матар из Den of Geek оценил эпизод на 5/5, заявив, что «это фантастический эпизод, в котором используются устоявшиеся стереотипы Рика и Морти и с ними забавно играть». Стейси Тейлор из Geek Syndicate оценила эпизод на 4/5, заявив, что «„Наверное, Рики сошли с ума“ — почти идеальный эпизод, в котором смех раздаётся громко и быстро, но не служит для того, чтобы преуменьшить значение смерти или мрачных и тревожных эпизодов, но больше, чтобы сделать им комплимент». Джесси Шедин из IGN оценил эпизод на 8,8/10, заявив, что «эпизод на этой неделе не совсем достиг того уровня, на который способно это шоу, но это было всесторонняя развлекательная часть». Зак Хэндлен из The A.V. Club дал эпизоду оценку A-, заявив, что «Рика таким очаровательным антигероем делает то, что чем больше мы видим реалии этого шоу, тем меньше он вообще кажется „антигероем“».